# Maria Dalle Donne
Maria Nanni –Maria Dalle Donne– (Roncastaldo, Loiano, 12 de juliol de 1778 - Bolonya, 9 de gener de 1842) va ser una metgessa, ginecòloga i professora italiana.

## Biografia
Nascuda en una família de camperols molts humils i amb una malformació a les espatlles que li impedia treballar al camp, va ser acollida pel seu cosí patern, el diaca de Medicina, Giacomo Dalle Donne, de qui prendria el cognom.

## Formació i activitat professional
El seu tutor s'adonà aviat de les seves capacitats i contribuí a la seva formació, tant literària com científica, que confià al metge i botànic Luigi Rodati. Quan aquest es traslladà a Bolonya per exercir com a professor de Patologia i Medicina Legal, Maria va ser formada per diversos professors de la mateixa universitat: el matemàtic Sebastiano Canterzani, que li va ensenyar Filosofia; Giovanni Aldini, Física, Gaetano Uttini, Anatomia i Patologia, i Tarsizio Riviera que la instruí en Obstetrícia.
Graduada el 1799 en Filosofia i Medicina, fou la primera dona a rebre el doctorat en medicina a la Universitat, i arribà a ser directora de la Universitat de Bolonya. El 1800 fou escollida membre supernumerària de l'Accademia Benedettina de l'Institut de Ciències. El 1829 fou reconeguda públicament amb el títol d'acadèmica per l'Accademia Benedettina.
El 1804 fou nomenada directora de l'escola de llevadores, establint-se a Bolonya. Com que no se li va permetre donar classes a un altre lloc, Dalle Donne fou autoritzada, primer pel govern napoleònic i després pel pontifici, per a poder impartir els cursos a casa seva. A l'escola que dirigí –l'Escola d'Obstetrícia– hi assistien dones del districte bolonyès i, en alguns casos, també d'altres províncies, per tal d'obtenir un certificat d'idoneïtat necessari per poder exercir la professió de llevadora. Excepte algunes breus interrupcions, a causa dels canvis polítics, Maria Dalle Donne fou la responsable de la gestió i la docència escolar durant trenta-set anys, des del començament dels cursos, el 1805, fins a la seva mort el 1842.

## Reconeixement i memòria
La doctora Maria Dalle Donne està enterrada al Cementiri Monumental de la Certosa de Bolonya.
Les escoles de secundària de Monghidoro i Loiano porten el seu nom. A l'entrada de l'Ajuntament de Loiano, un bust i un plafó recorden la memòria de Maria Dalle Donne.